# 飛脂鯉
飛脂鯉（学名：Carnegiella strigata）又稱斑斧頭魚，為輻鰭魚綱脂鯉目胸斧脂鯉科的其中一種。

## 分布
本魚分布於哥倫比亞的亞馬遜河中下流域。

## 特徵
本魚體側深，背部輪廓較平坦。體色長為銀紫色。一條黑色斑紋從眼睛分布於魚體下部；另有一條黑色條紋沿魚體尾部向上翹，胸鰭發達，但腹鰭幾乎看不見。體長可達3.5公分。

## 生態
本魚棲息在森林的溪流中，喜群居，性情溫和。屬雜食性，以甲殼動物與昆蟲等為食。卵產在溪流底部或植物上，在水溫25 °C 下約36 小時孵化。

## 經濟利用
為觀賞性魚類，飼養時須加蓋。